# ساسا لوكيتش
ساسا لوكيتش (مواليد 13 أغسطس 1996) هو لاعب كرة قدم صربي يلعب في مركز خط الوسط في نادي تورينو.

## روابط خارجية
- ساسا لوكيتش على موقع الاتحاد الدولي (مؤرشف)  (الإنجليزية)
- ساسا لوكيتش على موقع الاتحاد الأوربي (الإنجليزية)
- ساسا لوكيتش على موقع قاعدة بيانات كرة القدم.إي يو (الإنجليزية)
- ساسا لوكيتش على موقع ناشيونال فوتبول تيمز (الإنجليزية)
- ساسا لوكيتش على موقع Soccerbase.com (لاعب) (الإنجليزية)
- ساسا لوكيتش على موقع Soccerway.com (الإنجليزية)
- ساسا لوكيتش على موقع عالم كرة القدم.نت (الإنجليزية)
- ساسا لوكيتش على موقع AS.com (الإسبانية)